# Gong (instrument)

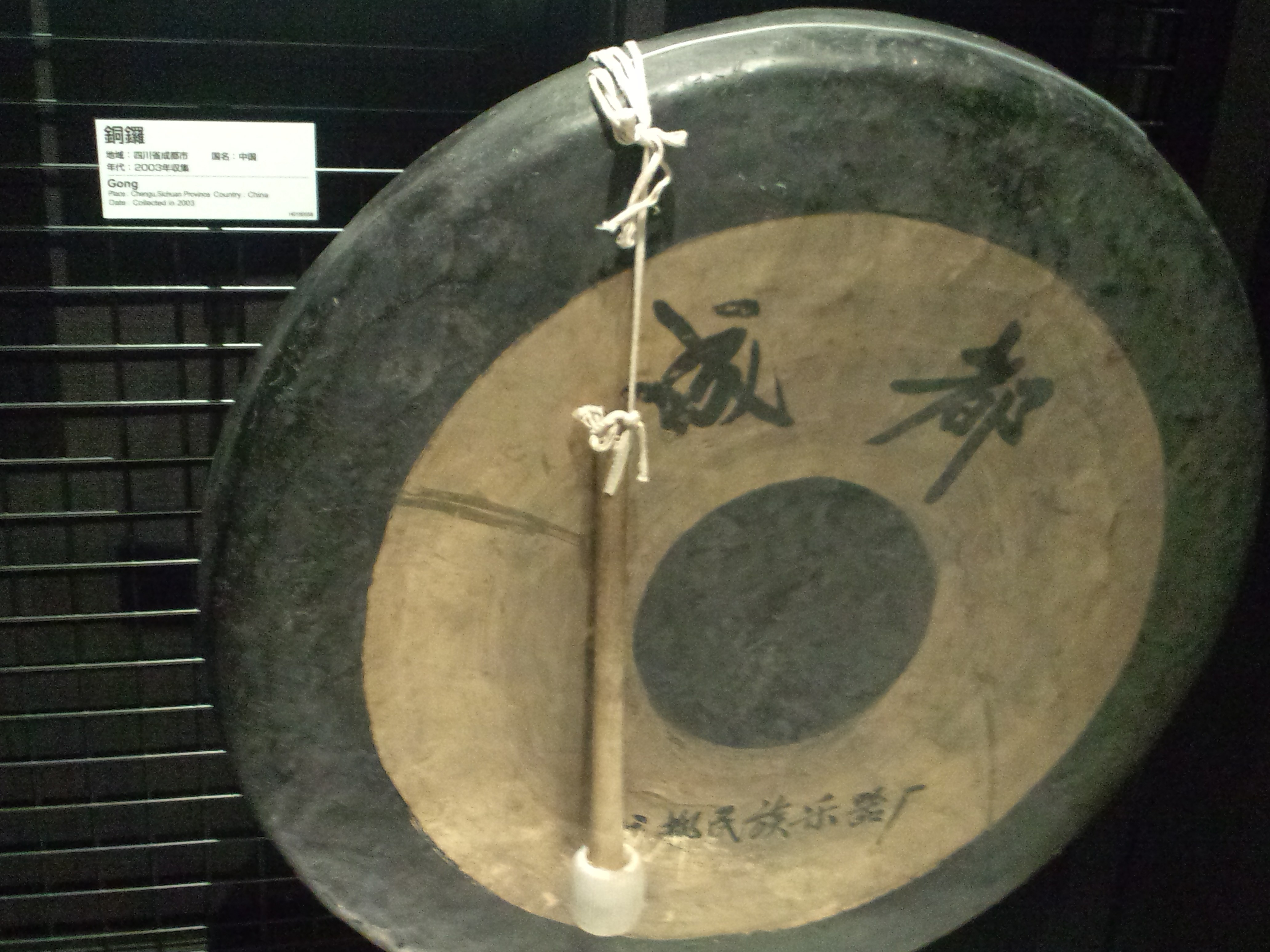
Gong chinezsc

Un gong este un instrument muzical de percuție idiofon, în formă de disc, care, fiind suspendat și lovit cu un ciocănaș, produce un sunet caracteristic, folosit ca semnal (la teatru, radio, jocuri sportive etc.). 
Gongul de origine asiatică, cunoscut mai ales sub forma gong chinezesc (din italianul gongo cinese; englezescul chinese gong) se aseamănă, ca structură și formă, cu tam-tam-ul, marginea sa fiind însă mai lată și mai îndoită spre interior. În orchestra  simfonică a fost introdus de Saint-Saëns, în opera Prințesa tânâră (1835). Se utilizează douăsprezece gonguri de mărimi diferite (20-60 cm). 
Gongul javanez (din italianul gong giavanese; germanul Buckelgong, Gong mit Kuppe), se deosebește de gongul chinezesc, având forma unei cratițe complet închisă, cu un centru bombat (mamelonat). Are sunetul mai închis decât al gongului chinezesc. 